# Joseane Oliveira
Pour les articles homonymes, voir Oliveira.
Joseane Oliveira, née le 10 avril 1981 à Canoas, est une présentatrice de télévision, actrice et ancienne mannequin brésilienne. 
Elle est couronnée du titre de Miss Brésil en 2002, titre dont elle est ensuite destituée, en 2003, quand il a été révélé, lors de sa première participation à la troisième saison de l'émission de téléréalité brésilienne Big Brother Brasil, qu'elle était mariée,,.